# Pinkpop 1982
Pinkpop 1982 werd gehouden op maandag 31 mei 1982 op het Sportpark Burgemeester Damen in Geleen. Het was de dertiende van zeventien edities van het Nederlands muziekfestival Pinkpop in Geleen, waar ook de eerste editie plaatsvond. Er waren 30.000 bezoekers.

## Optredens
- Doe Maar
- Au Pairs
- Kid Creole and the Coconuts
- Saga
- Y&T
- Mink DeVille
- ZZ Top